# Смеловский сельский совет (Роменский район)
Смеловский сельский совет (укр. Смілівська сільська рада) — входит в состав
Роменского района
Сумской области
Украины.
Административный центр сельского совета находится в 
с. Смелое
.

## Населённые пункты совета
- с. Смелое
- с. Червоное